# 錫達鎮區 (明尼蘇達州馬歇爾縣)
錫達鎮區（英語：Cedar Township）是位於美國明尼蘇達州馬歇爾縣的一個行政鎮區。

## 歷史
錫達鎮區於1902年設立，得名自當地常見的白松樹。

## 地方資料
錫達鎮區的面積為93.86平方千米，當中陸地面積為82.85平方千米，而水域面積為11.01平方千米。根據2020年美國人口普查的數據，當地共有人口74人，而人口密度為每平方千米0.79人。